# Demerval Lobão
Demerval Lobão este un oraș în Piauí (PI), Brazilia.